# Максим Иванов
Максим Йорданов Иванов е български политик от БСП. Член на Висшия съвет на БСП. Кмет на Шумен в периода от 12 ноември 1995 г. до 23 октомври 1999 г.

## Биография
Роден е през 1949 г. Бил е началник бюро в завод „Шести септември“ – София. Ръководител на Националната програма в Министерството на машиностроенето. През 1991 – 1994 г. е първи заместник генерален директор на завод „Мадара“ – Шумен. В периода 1992 – 1995 г. е президент на фирма „Максим 49“ за производство на строителна дървесина.

### Политическа дейност
На местните избори през 1999 г. губи кметската надпревара в Шумен от кандидата на СДС.
На местните избори през 2019 г. е избран за общински съветник в Шумен, от листата на „Български социалдемократи“.